# 獅子座22
獅子座22，又名BD+25 2169，HD 85376、SAO 81054、HR 3900，是獅子座的一颗恒星，视星等为5.32，位于銀經206.42，銀緯49.69，其B1900.0坐标为赤經9h 46m 12.5s，赤緯+24° 49.69′ 7″。